# Abaújvár
Abaújvár è un comune dell'Ungheria di 330 abitanti (dati 2001) . È situato nella contea di Borsod-Abaúj-Zemplén.

## Storia
Nell'XI secolo il comune apparteneva alla famiglia Aba, una delle più importanti dell'epoca ed è menzionato per la prima volta nel 1046, quando il Re Samuel Aba costruì un castello, presumibilmente sulle rovine di uno precedentemente edificato. La traduzione del nome del comune è infatti "Il nuovo castello di Aba", castello che oggigiorno non esiste più.
Durante il Medio Evo era situato nei pressi di una grande via di comunicazione con la Polonia, con la quale era confinante.